# Плодолистик

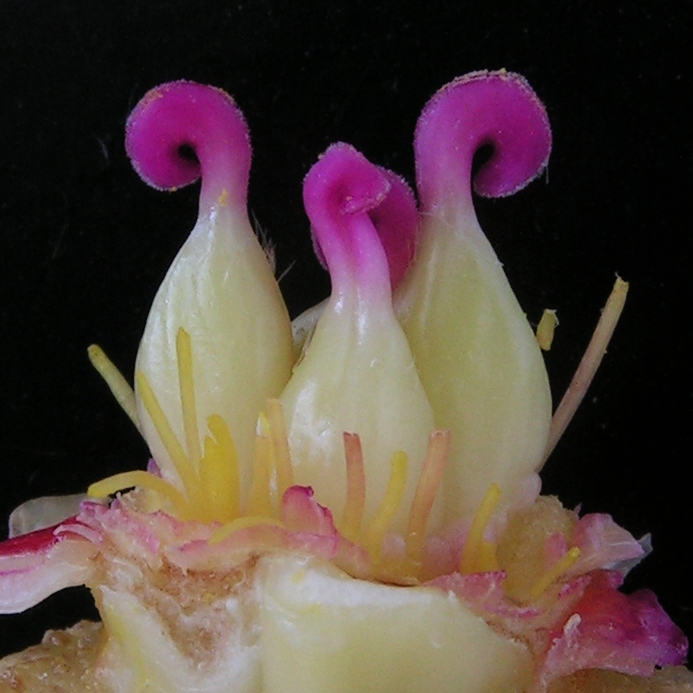
Сросшиеся плодолистики образуют пестики пиона (другие элементы цветка удалены). Желтоватая завязь внизу, фиолетовые рыльца — наверху пестиков

Плодоли́стик (другие названия — карпелла, плодник, карпелля, от лат. carpellum) — элемент (структурная единица) гинецея. Состоит из полой завязи, внутри которой расположены семязачатки, рыльца, предназначенного для прорастания пыльцевых зёрен, и стилодия — стерильной части, соединяющей завязь и рыльце.
Гинецей может быть образован одним или большим числом плодолистиков, которые могут быть как свободными, так и в разной степени сросшимися.
Существует несколько теорий происхождения плодолистика, при этом ни одна из них не является общепризнанной. По одной из теорий, плодолистик возник из листовидной структуры, на верхней стороне которой развивались семязачатки; замкнутая завязь возникла после срастания изначально свободных краёв этой структуры вдоль средней жилки. Плодолистики некоторых современных цветковых растений (например, бобовых) развиваются согласно этой теории; такие плодолистики называются кондупликатными. Плодолистики у многих других современных цветковых, однако, изначально формируются в виде мешка (или целиком, или в своей нижней части); такие плодолистики называются асцидиатными.